# Joseph Lecacheux

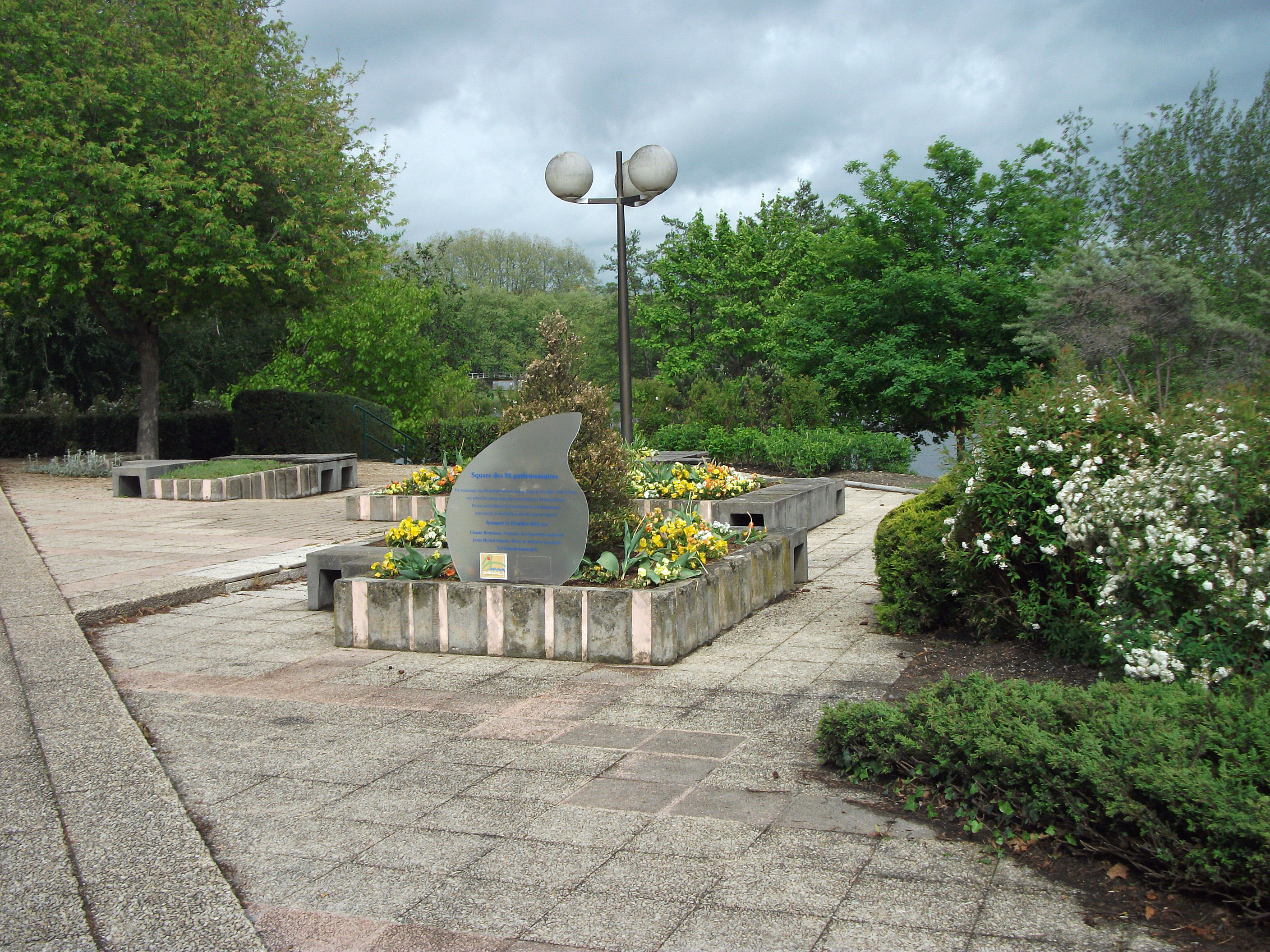
Bellerive-sur-Allier – Square des 80 Parlementaires (2014)

Joseph Lecacheux (geboren am 15. März 1880 in Montebourg; gestorben am 4. November 1952 in Paris) war ein französischer Politiker der Dritten und der Vierten Republik. Er gehörte zu den quatre-vingts, also den achtzig Parlamentariern, die am 10. Juli 1940 Philippe Pétain die diktatorischen Vollmachten verweigerten.

## Leben
Joseph Lecacheux, Sohn eines Textilfabrikanten, besuchte die Sekundarschule in Caen und studierte anschließend Naturwissenschaften und Medizin in Paris. Nach seiner Promotion im Jahr 1910 kehrte er in seine Heimatgemeinde zurück, um dort zu praktizieren. Er wurde 1912 in den Gemeinderat von Montebourg gewählt, 1913 in den Generalrat und schließlich zum Bürgermeister. Lecacheux wurde während des Ersten Weltkriegs mobilisiert und gehörte bis 1918 einer Infanterieeinheit an. Er wurde mehrfach ausgezeichnet und hatte zum Kriegsende den Rang eines Hauptmanns inne.
Lecacheux wurde 1928 im ersten Wahlgang zum Abgeordneten gewählt und trat von seinem Amt als Bürgermeister zurück. Während des Wahlkampfs bekräftigte er seine Unterstützung für die Politik von Raymond Poincaré, insbesondere für die Union Nationale und für einen ausgeglichenen Staatshaushalt. Er gehörte der Fraktion der Alliance Démocratique an.
Lecacheux wurde 1932 und 1936 wiedergewählt, ebenfalls im ersten Wahlgang, und zwar mit einem Programm, das sich klar gegen das Linkskartell und später die Volksfront richtete. Während der Legislaturperiode 1936/1940 saß er mit den Unabhängigen Radikalen zusammen.
Am 10. Juli 1940 gehörte Joseph Lecacheux zu den achtzig Parlamentariern, die gegen die Vollmachten für Philippe Pétain stimmten. Er war einer der sehr wenigen konservativen Parlamentarier, die sich für diese Stimmabgabe entschieden.
Joseph Lecacheux war Mitglied beider konstituierender Versammlungen (Assemblée constituante) von 1945 und von 1946 und trat der Parti républicain de la liberté (Republikanische Freiheitspartei) bei. Er wurde 1946 wiedergewählt und ließ sich 1948 in den Rat der Republik (Senat) wählen, dem er bis zu seinem Tod angehörte.

## Ehrungen
- Offizier der Ehrenlegion[2]
- Croix de guerre 1914–18